# Microplophorus penai
Microplophorus penai är en skalbaggsart som beskrevs av Maria Helena M. Galileo 1987. Microplophorus penai ingår i släktet Microplophorus och familjen långhorningar. Inga underarter finns listade i Catalogue of Life.